# BMW R 67
BMW R 67 − produkowany w 1951 dwucylindrowy (bokser) motocykl firmy BMW. Wraz z równolegle pokazanym R 51/3 stanowił pierwszą większą modyfikację przedwojennego R 51.

## Historia
W lutym 1951 BMW pokazało na targach w Amsterdamie dwa modele z gruntownie przekonstruowanymi silnikami: R 51/3 w klasie 500cm³ i R 67 w klasie 600 cm³. W przeciwieństwie do pierwszego powojennego modelu R 51/2 z silnikiem o dwóch wałkach rozrządu napędzanych łańcuchem, zastosowano jeden, centralny wałek rozrządu napędzany kołem zębatym. Również wizualnie nowy silnik odróżniał się gładką, jednoczęściową pokrywą zaworów.
W podwoziu zastosowano sprawdzoną, wykorzystywaną od 1938 roku konstrukcję z widelcem teleskopowym z przodu i zawieszeniem suwakowym z tyłu. Wykorzystano również dotychczasowe hamulce bębnowe.
W pierwszych raportach prasowych uznano, że inżynierowie BMW wykonali dobrą robotę. Również w czasie Sześciodniówki w 1951 oba modele wykazały się w czasie prób sportowych.
Sprzedano 1470 sztuk w cenie 2875 DM.

## Konstrukcja
Dwucylindrowy górnozaworowy silnik z jednym wałkiem rozrządu napędzanym kołem zębatym, w układzie bokser o mocy 26 KM wbudowany wzdłużnie zasilany 2 gaźnikami Bing 1/24/15-1/24/16 o średnicy gardzieli 24 mm. Suche sprzęgło jednotarczowe połączone z 4-biegową, nożnie sterowaną skrzynią biegów. Napęd koła tylnego wałem Kardana. Rama ze spawanych elektrycznie rur stalowych z suwakowym zawieszeniem tylnego koła z teleskopami. Przednie zawieszenie to widelec teleskopowy z tłumieniem olejowym. Z przodu i z tyłu zastosowano hamulce bębnowe o średnicy 20 0mm.  Prędkość maksymalna 140 km/h.